# Ravil Maganov
Ravil Ulfatovich Maganov (rus: Равиль Ульфатович Маганов, tàtar: Равил Өлфәт улы Мәганов; nascut Almetyevsk, 25 de setembre de 1954 - 1 de setembre de 2022) va ser el president de la companyia petroliera nacional russa Lukoil.

## Joventut
Maganov va néixer a Almetyevsk, Tatarstan, a la Unió Soviètica el 25 de setembre de 1954. Es va graduar a la Universitat Estatal de Petroli i Gas de Moscou el 1977.
El seu pare Ulfat Maganov va ser l'enginyer sènior del camp d'Almetyevsk i de l'oficina geofísica del trust Tatneftegeofizika, i de 1978 a 1998 va dirigir el departament de treballs geofísics d'Almetyevsk.
El germà petit de Maganov és l'empresari i polític Nail Maganov.

## Trajectòria
Ravil Maganov va ser un dels fundadors de Lukoil, el novembre de 1991. Segons l'empresa, va ser ell qui va imaginar i va proposar el nom de Lukoil. Després d'ocupar diversos càrrecs directius (vicepresident de producció de petroli el 1994, primer vicepresident executiu de la companyia el 2006), va ser nomenat president del consell d'administració el 2020.
Durant la invasió russa d'Ucraïna el 2022, Maganov va criticar l'atac rus a Ucraïna.

## Mort
L'1 de setembre de 2022, es va informar que va morir després de caure des d'una finestra de l' Hospital Clínic Central de Moscou. La companyia va reconèixer la seva mort en un comunicat, dient que Maganov "va morir arran d'una malaltia greu". Alguns mitjans han plantejat la hipòtesi d'una connexió amb altres morts misterioses russes del 2022, com la d'Alexander Subbotin d'una parada cardíaca per la sessió amb un xaman. Segons l'agència TASS, però, va morir en llançar-se per la finestra.